# Ален Пассар

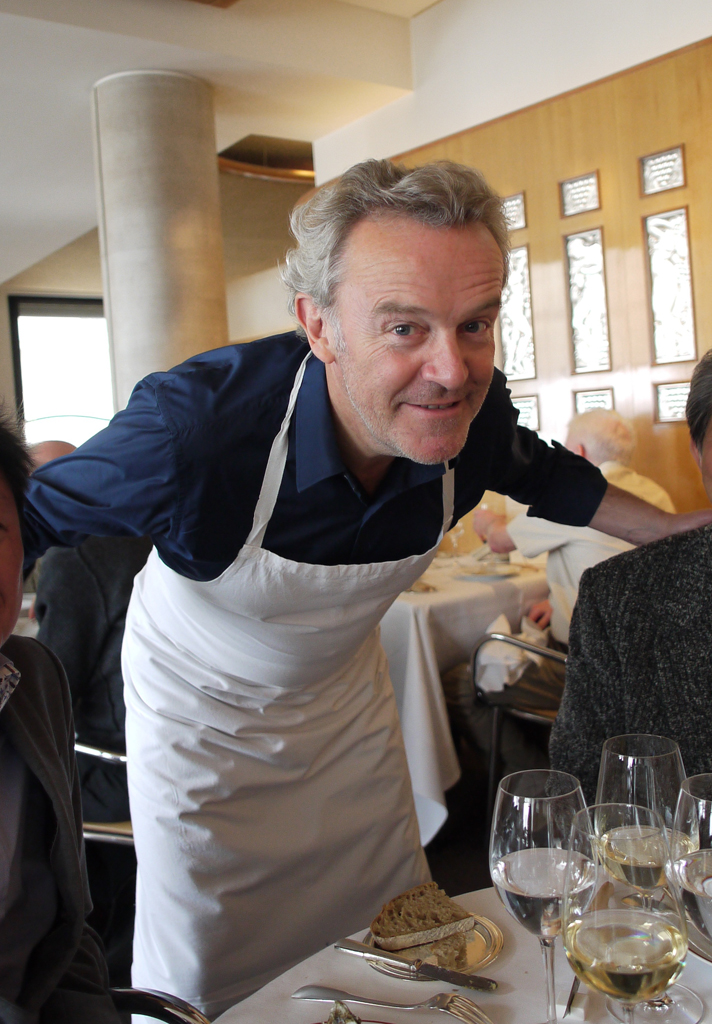
Ален Пассар

Ален Пассар (Alain Passard, фр. вимова: [alɛ̃ pasaʁ]; нар. 4 серпня 1956, Ла-Герш-де-Бретань, Франція) — французький шеф-кухар і власник тризіркового мішленівського ресторану Arpège в Парижі. Народившись в родині музикантів, успадкував від батьків любов до музики, грає на саксофоні, пропагує музику в своєму ресторані, інтер'єр якого створений в стилі Ар-деко.

## Історія і вчителі
Ален Пассар розпочав свою кар'єру в ресторані Le Lion d'Or у Ліффре 1971—1975 років під керівництвом зіркового мішленівського шефа Мішеля Керевера. Там він засвоїв основи класичної кухні. 1975—1976 років Пассар працював і навчався в ресторані La Chaumière під керівництвом тризіркового Гастона Бойєра, класика кулінарії. 1977 року Пассар приєднався до вузького кола кухарів ресторану L'Archestrate, очолюваного Аленом Сендеренсом. 1980 року у віці 26 років в Le Duc d'Enghien готелю Enghien Casino, Пассар отримав дві мішленівські зірки. Також в готелі Carlton в Брюсселі 1984 року йому знову вручили 2 зірки від Мішлен.

## Вплив на кулінарну культуру
Ресторан Arpege на чолі з Аленом Пассаром виховав цілу плеяду шеф-кухарів, які посіли гідне місце у французькій кулінарній культурі:
- Паскаль Барбо — шеф ресторану L'Astrance[2]
- Давид Тутен[2]
- Гюнтер Хубрешен (зараз в Сінгапурі)
- Лоран Лапайр — власник ресторану Agape

## РесторанArpège
1986 року Пассар придбав ресторан L'Archestrate, розташований на розі rue de Varenne та rue de Bourgogne, у свого вчителя Алена Сендерерса.
Він перейменував заклад на L'Arpège, зважаючи на свою любов до музики, і перебудував інтер'єр у стилі Ар деко. 1996 року ресторан здобув 3 мішленівські зірки, які досі утримує. 2010 року Пассар був нагороджений Кришталевим глобусом у категорії «кристал-самородок» за видатний внесок у французьку культуру.

## Овочеві ферми
2001 року Пассар уперше в тризірковому ресторані, принаймні у Франції, представив меню, яке ставило овочі в центр тарілки, фактично відмовившись від м'яса. Пізніше він повернув м'ясо та рибу до своїх страв, але в менших кількостях.
Пассард планував своє меню з урахуванням сезонних можливостей, пропонуючи натуральні та органічні продукти місцевих ремісників та фермерів, включаючи вирощене на власній фермі. Його бажання працювати з якісною продукцією привело до створення трьох садових ділянок. Перша з'явилась 2002 року в департаменті Сарта (морква, спаржа, цибуля порей, що вирощуються в піщаному ґрунті), друга — у 2005 році в департаменті Ер (селера, капуста, що вирощуються в глиняному ґрунті), третя (для вирощування ароматичних трав) — в 2008 році в департаменті Манш (Західна Франція).